# Красноглинский район
Красноглинский район — один из внутригородских районов города Самары. Занимает северную часть Самары.
Занимает 167,7 км² и находится в получасовой доступности из любой точки Самары, является зелёной зоной в черте крупного индустриального центра. Район обладает природными ресурсами общенациональной значимости. Сокольи горы, леса первой категории, луговые просторы, непосредственная близость к рекам Волга и Сок определяют его экологические достоинства.
Район включает посёлки Берёза, Управленческий, Мехзавод, Красная Глинка, Прибрежный (в состав посёлка входят посёлки Винтай и Пискалинский Взвоз, село Задельное), Красный Пахарь. Району также подчинены считающиеся отдельными (вне города) 2 населённых пункта: посёлок Козелки и село Ясная Поляна.

## История
Первыми постройками на месте центрального нынешнего посёлка Управленческого были два деревянных дома лесника И. А. Макарова, построенные им в 1909 году на участке леса, подаренном ему помещиком Шеиным. Основная часть массивов то время была занята лесом .
Изменяться эти места стали в конце 1930-х годов, когда было принято решение о строительстве Куйбышевского гидроузла. Однако от этого плана вскоре отказались, а посёлок и название Управленческий остались.
От слободы волжских казаков просматривается история другого посёлка — Мехзавод.
На картах Самарского уезда на момент образования Самарской губернии на территории современного Красноглинского района значится лишь одно поселение — Крутой Хутор (современный посёлок Мехзавод). Лишь в начале XX века на картах появляются Красный Пахарь, Лесная стража (Горелый хутор), Красная Глинка.
Открытие на песчаных берегах реки Сок в конце XIX века остановившимися на отдых переселенцами пластов гончарной глины дало названию возникшему здесь со временем дачному посёлку — Красная Глинка.
Посёлок Берёза исторически сложился в 1957—1958 годах, как посёлок строителей Куйбышевского аэропорта.
А история самого молодого посёлка района начинается в 1961 году, когда в связи со строительством особо важного объекта в районе с. Задельное было принято решением об образовании Прибрежного рабочего посёлка.
Красноглинский район г. Куйбышева был образован 22 февраля 1952 года в соответствии с Указом Президиума Верховного Совета РСФСР и на основании решения № 200 от 28 февраля 1952 года исполкома Куйбышевского городского Совета депутатов трудящихся. Это было второе рождение района. Первый раз он получил статус района 2 июля 1942 года, однако просуществовал в таком качестве недолго — в сентябре 1946 года был включён в состав Кировского района.

## Население
| 2002    | 2010    | 2012     | 2013    | 2014    | 2015    | 2016    | 2017    | 2018    |
| ------- | ------- | -------- | ------- | ------- | ------- | ------- | ------- | ------- |
| 68 746  | ↗85 566 | ↘84 968  | ↗85 597 | ↗86 457 | ↗88 014 | ↗89 648 | ↗91 730 | ↗95 201 |
| 2019    | 2020    | 2021     |         |         |         |         |         |         |
| ↗96 618 | ↗99 713 | ↗104 252 |         |         |         |         |         |         |

## Промышленность
Развитие промышленности на территории Красноглинского района началось в 1916 году, когда рядом с нынешним посёлком Управленческий было начато строительство пироксилинового завода по производству бездымного пороха, однако далее обширного строительства сопутствующей инфраструктуры — лесопильного завода, винтовой дороги, электростанции, канатной дороги, двух мостов, погрузочных и разгрузочных станций, работ по строительству произведено не было. В 1919 году строительство было прекращено.
Следующим этапом развития стала эвакуация из регионов Центральной России производственных комплексов в годы Великой Отечественной войны.
На момент создания района некоторые промышленные предприятия были засекречены и носили скромные названия или вообще названий не имели: почтовый ящик № 78 (ныне «ОДК — Кузнецов»), завод № 4 (ныне «Электрощит»), почтовый ящик № 211 («Салют»).

### Предприятия в Красноглинском районе
- предприятия ОАО «Кузнецов»: Самарский научно-технический комплекс имени Н. Д. Кузнецова и его филиал в посёлке Винтай (разработка, испытания и производство авиационных, ракетных и индустриальных двигателей);
- ЗАО «ГК „Электрощит“—ТМ Самара» (100 % у французской компании «Schneider Electric», производство электротехнического оборудования)
- Ассоциация делового сотрудничества «Электрощит» (ОАО «Самарский завод „Электрощит“» (производство электротехнической продукции), ЗАО «Самарский завод „Электрощит“ — Стройиндустрия» (производства строительных металлоконструкций) и инжиниринговая компания ООО «„Электрощит“ — Энерготехстрой»);
- АО «Салют» (производство частей и принадлежностей летательных и космических аппаратов, генераторов, фильтров);
- ЗАО «Сокское карьероуправление» (добыча камня для строительства);
- ООО «Горный холод» (хранение продуктов в холодильных камерах)
- ООО «Стройсервис» (Производство строительных материалов)
- Филиал «НИЦ-НК» в посёлке Прибрежный (производство авиакосмической техники, узлов и агрегатов);
- ОАО «Самарский хлебозавод № 4» (Предприятие ликвидировано!);
- завод ООО «Пепсико Холдингс» (производство безалкогольных напитков);
- Филиал «Аэронавигация Центральной Волги» ФГУП «Госкорпорация по организации воздушного движения»;
- ООО «Лагуна» (производство минеральной воды и безалкогольных напитков);
- производственно-полиграфическая фирма ООО «Самара-синтез» (производство упаковочных материалов) и др.[16]

## Достопримечательности
- Вертолётная площадка[17][18]
- Сокольи горы, включая Тип-Тяв
- Пещера Братьев Греве
- Коптев овраг
- Горнолыжный склон

### Утерянные
- Здравница (Самара)

## Транспорт Красноглинского района Самары

### Автобусы
Городские льготные:
- № 1: ул. Батайская — п. Мехзавод — Ж/д Вокзал
- № 45: ул. Георгия Димитрова — п. Жигулёвские Сады
- № 50: ул. Батайская — Барбошина поляна (ранее поляна Фрунзе) — Ж/д вокзал
- № 51: ул. Батайская — п. Мехзавод — рынок «Кировский»
- № 67: квартал «Баварская деревня» — Ж/д вокзал
- № 78: Барбошина поляна — п. Управленческий — п. Красная Глинка — п. Берёза
- № 79: Барбошина поляна — п. Управленческий — п. Красная Глинка — п. Курумоч — п. Прибрежный.
- № 87: квартал "Баварская деревня" - ст. м. Кировская

Специальные льготные: 
- № 4к: п. Управленческий — кладбище Лесное
- № 67к: п. Мехзавод — кладбище Лесное

Дачные льготные:
- № 132: ул. Георгия Димитрова — ДМ «Сосновый Бор»
- № 144: Дом печати — Сокские дачи
- № 145: ул. Георгия Димитрова — Красноярские дачи
- № 150: ул. Георгия Димитрова — Чубовские дачи
- № 153: ул. Георгия Димитрова — Грачёвские дачи
- № 154: ул. Георгия Димитрова — ПК «Исторический Вал»
- № 156: Дом печати — Старосемейкинские дачи
- № 170: ул. Первомайская — СДМ «Новая Бинарадка»
- № 171: ул. Георгия Димитрова — СДТ «Белозёрки»
- № 175к: п. Управленческий — СДТ «Белозёрки»
- № 180: ул. Георгия Димитрова — СДМ «Новая Орловка»
- № 181: ул. Георгия Димитрова — СДТ «Водинка»
- № 197: ул. Георгия Димитрова — СДМ «Алакаевский»

### Маршрутное такси
Заказные:
- № 67к: м-н Кошелев Парк — Крутые Ключи

Городские: 
- № 84: ул. Батайская - Ж/д вокзал

Пригородные:
- № 492: ТРК «Московский» — г. Новокуйбышевск.

## Персоналии района
- Кузнецов, Николай Дмитриевич (авиаконструктор)
- Оболонков, Николай Харитонович — первый секретарь Красноглинского райкома РК ВКП(б), председатель исполкома Красноглинского районного Совета депутатов трудящихся (1959—1967).